# Come On Now (Set It Off)
Come On Now (Set It Off) is een nummer van het Duitse dj-duo Tube & Berger uit 2014, in samenwerking met de Poolse dj Juliet Sikora.
Het nummer bevat een sample uit het jaren '80-nummer "Set It Off" van Strafes. "Come On Now (Set If Off)" werd alleen in het Nederlandse taalgebied een klein hitje. Het werd in Nederland door Radio 538 uitgeroepen tot Dancesmash en haalde een bescheiden 21e positie in de Nederlandse Top 40. In de Vlaamse Ultratop 50 schopte het nummer het tot de 39e positie.